# Parafia św. Jana Chrzciciela w Szwelicach
Parafia pw. Świętego Jana Chrzciciela w Szwelicach – parafia rzymskokatolicka należąca do dekanatu makowskiego, diecezji płockiej, metropolii warszawskiej. 

## Proboszczowie
- ks. Marek Dyga[2]
- ks. Stanisław Mariusz Gurzkowski[2]